# Louis Ruquoy
Louis Hubert Ruquoy (3. listopadu 1861 – 26. ledna 1937) byl baron a generálporučík belgické armády během první světové války, účastnil se například třetí bitvy u Yper.

## Životopis
Ruquoy vstoupil do belgické armády v roce 1877. Roku 1914 byl podplukovníkem a velitelem třetího pluku chasseurs à pied. V říjnu 1914 byl dvakrát zraněn, a to během evakuace Antverp. Dne 11. června 1915 byl povýšen na generálmajora a stal se velitelem belgické páté divize.
Dne 30. března 1916 byl povýšen do hodnosti generálporučíka a v lednu 1917 nahradil Félixe Wielemanse na postu náčelníka generálního štábu. V dubnu 1918 jej na pozici náčelníka nahradil Cyriaque Gillain a znovu se stal velitelem páté divize. Na konci války velel belgickým okupačním vojskům v Porýní.
Po válce jej král Albert I. Belgický jmenoval baronem. Jeho jediný syn, Pierre, byl zabit 26. prosince 1916 v zákopech poblíž města Boezinge.